# Hans-Peter Koepchen

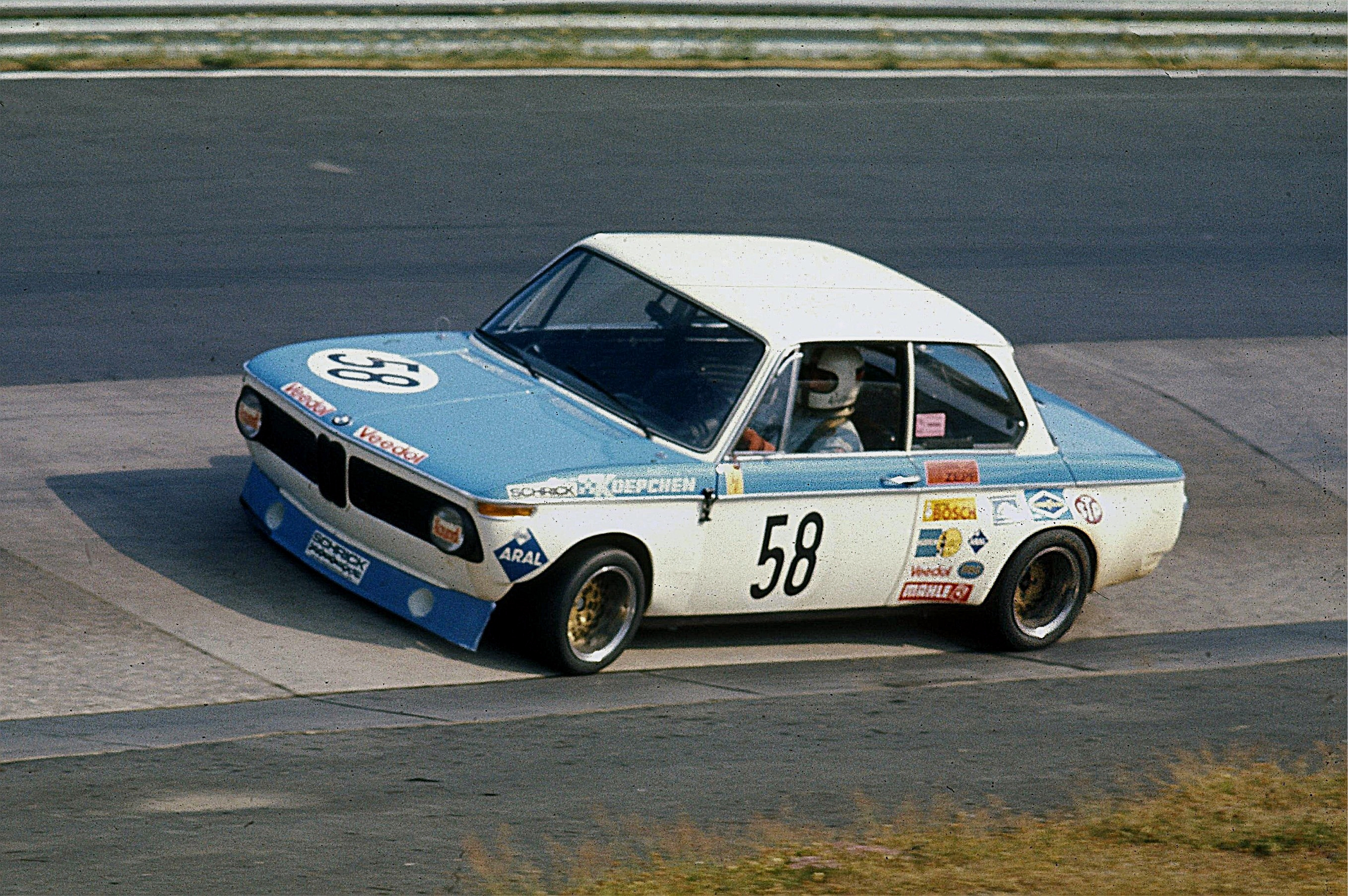
Helmut Kelleners 1973 in einem Koepchen-BMW 2002

Hans-Peter Koepchen (* 18. Oktober 1939 in Essen; † 1. November 1999 in Blankenheim) war ein deutscher Tourenwagen-Rennfahrer und BMW-Tuner.

## Karriere
Hans-Peter Koepchen war der Sohn des Ingenieurs Hans Koepchen und Bruder der Schauspielerin Ann-Monika Pleitgen. Er war in seiner Karriere als Rennfahrer mit verschiedenen Modellen von BMW und auf einem Abarth 1000 ein erfolgreicher Tourenwagen- und GT-Pilot. In den 1960er- und 1970er-Jahren leitete er unter seinem Namen einen renommierten BMW-Rennstall, in dem Fahrer wie Hans-Joachim Stuck (1969, Nürburgring) und Hans Heyer (1970, Zolder) mit einem 2002 TI ihre ersten Siege in einem Rennwagen feierten. Daneben fuhren in der Zeit zwischen 1968 und 1973 Walter Struckmann, Helmut Kelleners, Clemens Schickentanz, Rainer Braun, Jörg Obermoser oder Willi Kauhsen in der Europameisterschaft und den deutschen Championaten sehr erfolgreich für Koepchens Rennstall. Unterstützt wurde seine Arbeit unter anderem von den Mechanikern Werner Frowein, der in den 1990ern Chef der Technik im DTM-Team von AMG Mercedes werden sollte, und Enrico Lotterer, dem Vater des späteren Rennfahrers André Lotterer. Die Pressearbeit des Rennstalls erledigte Hans-Peter Koepchens Freund Hans-Wilhelm Gäb, der spätere Vizepräsident von General Motors Europe und Aufsichtsratsvorsitzende der Adam Opel AG.
Wirtschaftliche Schwierigkeiten führten Ende der 1970er-Jahre dazu, dass Koepchen zunächst den Rennstall und kurze Zeit später auch den Tuningbetrieb aufgeben musste. In den 1980er-Jahren übernahm er die Leitung der damals noch sehr kleinen Motorsportabteilung bei Toyota in Köln. Unter seiner Verantwortung entwickelten sich der Starlet- und Corolla-Rallye-Cup zu erfolgreichen Markenpokalen.
Hans-Peter Koepchen starb 1999 suchtkrank und verarmt in einem Blankenheimer Pflegeheim, nur zwei Wochen nach seinem 60. Geburtstag.

## Statistik

### Einzelergebnisse in der Sportwagen-Weltmeisterschaft
| Saison | Team         | Rennwagen                      | 1   | 2   | 3   | 4   | 5   | 6   | 7   | 8   | 9   | 10  | 11  | 12  | 13  | 14  | 15  | 16  | 17  | 18  | 19  | 20  | 21  | 22  |
| ------ | ------------ | ------------------------------ | --- | --- | --- | --- | --- | --- | --- | --- | --- | --- | --- | --- | --- | --- | --- | --- | --- | --- | --- | --- | --- | --- |
| 1963   | Erich Bitter | Fiat-Abarth 850                | DAY | SEB | SEB | TAR | SPA | MAI | NÜR | CON | ROS | LEM | MON | WIS | TAV | FRE | CCE | RTT | OVI | NÜR | MON | MON | TDF | BRI |
| 1963   | Erich Bitter | Fiat-Abarth 850                |     |     |     |     |     |     |     |     |     |     |     |     |     |     | 11  |     |     |     |     |     |     |     |
| 1964   | Erich Bitter | Ferrari 250 GT Fiat-Abarth 850 | DAY | SEB | TAR | MON | SPA | CON | NÜR | ROS | LEM | REI | FRE | CCE | RTT | SIM | NÜR | MON | TDF | BRI | BRI | PAR |     |     |
| 1964   | Erich Bitter | Ferrari 250 GT Fiat-Abarth 850 |     |     |     |     |     |     | 26  |     |     |     |     |     |     |     | 40  |     |     |     |     |     |     |     |
| 1965   | Abarth       | Fiat-Abarth 1000               | DAY | SEB | BOL | MON | MON | RTT | TAR | SPA | NÜR | MUG | ROS | LEM | REI | BOZ | FRE | CCE | OVI | NÜR | BRI | BRI |     |     |
| 1965   | Abarth       | Fiat-Abarth 1000               |     |     |     |     |     |     |     |     |     |     |     |     |     |     | 25  |     |     |     |     |     |     |     |
| 1967   | Kurt Pfnier  | NSU TT                         | DAY | SEB | MON | SPA | TAR | NÜR | LEM | HOK | MUG | BRH | CCE | ZEL | OVI | NÜR |     |     |     |     |     |     |     |     |
| 1967   | Kurt Pfnier  | NSU TT                         |     |     | 30  |     |     |     |     |     |     |     |     |     |     |     |     |     |     |     |     |     |     |     |
| 1968   | IGFA Köln    | Abarth 1300 OT                 | DAY | SEB | BRH | MON | TAR | NÜR | SPA | WAT | ZEL | LEM |     |     |     |     |     |     |     |     |     |     |     |     |
| 1968   | IGFA Köln    | Abarth 1300 OT                 |     |     | 47  |     |     |     |     |     |     |     |     |     |     |     |     |     |     |     |     |     |     |     |